# خاطرة أسدي
خاطره أسدي (بالفارسية: خاطره اسدی) (29 أغسطس 1983 في إصفهان)؛ ممثلة إيرانية.

## فيلموغرافيا
- البشارة إلى مواطن الألفية الثالثة (2013)
- بارف رويي شيرفاني داغ (2011)
- شيرين (2008)
- مفترق طرق (2006)
- عايدة ، رأيت والدك الليلة الماضية (2005)

## روابط خارجية
- خاطرة أسدي على موقع IMDb (الإنجليزية)
- خاطرة أسدي على موقع قاعدة بيانات الفيلم (الإنجليزية)
- خاطرة أسدي في قاعدة بيانات الأفلام على الإنترنت